# P-700 Granit
P-700 Granit (ryska: П-700 Гранит, ”granit”) är en tung sjömålsrobot utvecklad i Sovjetunionen för att ersätta P-70 Ametist och P-120 Malachit. NATO-rapporteringsnamn är SS-N-19 Shipwreck. Roboten är utvecklad från den raketdrivna P-500 Bazalt.
Roboten har en unik metod att anfalla i svärmar om fyra till åtta robotar, där en robot tar ledningen och med jämna mellanrum stiger till högre flyghöjd för att spana efter mål för att sedan vidarebefordra målinformationen till övriga robotar i svärmen. Robotarna kan prioritera mål efter deras inbördes placering i formationen för att på så sätt kunna slå ut de mest värdefulla fartygen i formeringen.

## Användning
Den initiala målinformationen skulle tas emot av ubåtarna i undervattensläge, på ett djup av cirka 30 meter via ett långvågigt kommunikationssystem från landbaser. Mer detaljera målinformation kunde tas emot genom satellitlänken Kasatka-B (svala, NATO-rapporteringsnamn: Punch Bowl) direkt från satelliter av typen US-A och US-P. Attacken skulle samordnas med en grupp Tu-22M flygplan med lång räckvidd och en undervattensstridsgrupp bestående av 3-5 Oscar eller Oscar II ubåtar, varje beväpnad med 24 P-700 robotar. Ubåtarna skulle avfyra 70-120 sådana robotar mot en hangarfartygsgrupp i en enda massattack. Ungefär 30-50% av robotarna skulle vara inriktade på hangarfartyget, medan de andra skulle gå efter eskortfartygen. En andra salva av 12-24 robotar skulle avfyras av flygplanen,  främst för att mätta hangarfartygsgruppens luftförsvar. Ubåtarnas fart på 30-knop möjliggjorde en snabb framryckning till avfyrningsområdet cirka 450-500 km från hangarfartygsgruppen och lika snabb undandragande efter attacken. 
En ledande robot i varje salva om 24 robotar flyger på hög höjd för att mäta in målen, med dess radar i aktiva och passiva lägen. Det aktiva läget används endast i korta perioder och stängs sedan av för att minska upptäcktsrisken. Den ledande roboten tilldelar mål för alla underordnade robotar och kommunicerar med de andra ledande robotarna i den massiva salvan för att samordna attacken. För att uppnå detta, är roboten utrustad med en kraftfull digital dator med tre processorer.